# Монмутская шапка

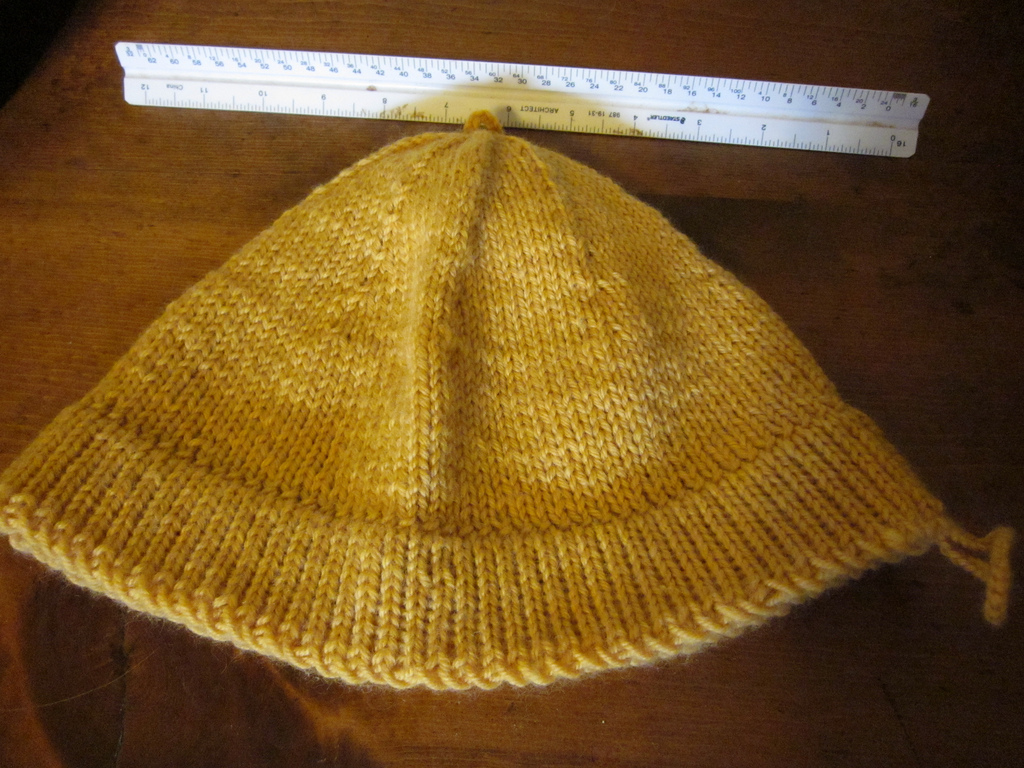
Монмутская шапка — современная копия, дающая представление об оригинальном цвете

Монмутская шапка — модный головной шерстяной убор XV—XVIII веков, связанный с городом Монмут, расположенным на юго-востоке Уэльса. Вязаными круглыми шапками пользовались солдаты и матросы; эти головные уборы экспортировались. Существует место под названием Monmouth Cap, названное в честь бывшего постоялого двора в Ллангуа.

## История

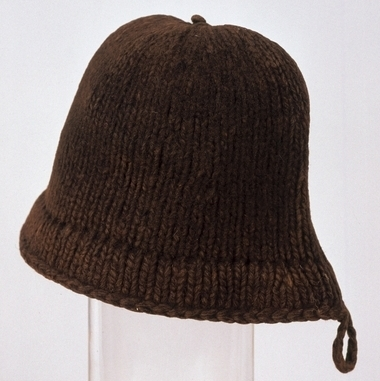
Подлинная шапка XVI века, музей в Монмуте

В начале XIV века район к северу от Монмута, известный как Арченфилд (Archenfield), стал известен высоким качеством шерсти, получаемой от овец породы Ryeland. Шерсть идеально подходила для производства высококачественного войлока, и расположение Монмута на реке Уай в 29 километрах от устья Северн позволило результатам производства данной области беспрепятственно поступать на рынки. В XV веке наладилось ручное вязальное производство шапок в районе Монмута; судебные записи показывают, что «Кеппер» (Capper, шапочник) стала обычной фамилией в городе. Шапочники и вязальщики, как правило, мужчины, были прикреплены к Гильдии ткачей и, вероятно, управлялись советом мастеров. Торговля, как полагают, особенно процветала в области Овермонноу (Overmonnow), известной в своё время как «город Капперсов». Однако антикварные источники утверждают, что основная торговля переехала из Монмута в Бьюдли в Вустершире после вспышки в Монмуте чумы.
Наиболее популярны данные головные уборы стали в XV—XVI веках. Они вошли в экипировку солдат, моряков и рабочих этого периода и использовались крайне широко. Согласно одной энциклопедии XIX века, их «носила большая часть населения Англии и Уэльса». Закон Шапочников (The Cappers Act) 1488 года запретил, под угрозой штрафа, ношение в Англии шапок иностранного производства. Актом Парламента 1571 года, во время правления Елизаветы I, было объявлено, что каждый человек в возрасте старше шести лет (за исключением «горничных, дам, благородных персон, и каждого лорда, рыцаря и джентльмена, обладающего двадцатью марками земли»), проживающий в любом из городов, поселков, деревень и хуторов Англии, должен носить по воскресеньям и праздникам (за исключением времени путешествия) «шапку из шерсти, сшитую и надетую в Англии, сделанную в данной области, и только произведённую и проданную шапошниками, под страхом лишиться за каждый день неношения трёх шиллингов и четырёх пенсов». Этот закон был призван защитить отечественное производство, так как шапки начали выходить из моды и конкурировали с импортными головными уборами. Закон был отменён в 1597 году как неработоспособный.
Самое раннее сохранившееся упоминание Monmouth cappe относится к 1576 году. Это письмо Гилберта Толбота его отцу, графу Шрусбери, сопровождающий подарок шапки на новый год. К тому времени шапки были достаточно популярны, чтобы у них были собственные названия, и считались подходящими подарками в дворянской среде. Король Генрих V родился в Монмуте, и в пьесе Шекспира, написанной о нём около 1599 года, есть упоминание шапок:
Ваше величество изволили сказать истинную правду. Если ваше величество изволите помнить, уэльцы весьма отличились в огороде, где рос порей, а потому украсили свои монмутские шапки пореем; и это, как вашему величеству известно, до сих пор считается их знаком отличия. Я надеюсь, что и ваше величество не брезгует украшать себя пореем в Давидов день.Оригинальный текст (англ.)Your majesty says very true: if your majestie is remembered of it, the Welshmen did good service in a garden where leeks did grow, wearing leeks in their Monmouth caps; which, your majesty knows, to this hour is an honourable badge of the service; and I do believe your majesty takes no scorn to wear the leek upon Saint Davy’s day.
В 1620-е попечители Колонии Массачусетского залива заказали монмутские шапки, описав их как «толстые, тёплые, валяные вручную и утоптанные ногами, сильно любимые моряками», как часть экипировки поселенцев. Даниэль Дефо в «A tour thro' the whole island of Great Britain» описывает монмутские шапки как вещь, которую носят преимущественно моряки-голландцы. Пётр Первый носил такую шапку в 1697 году во время своей работы в Британской Ост-Индской компании; она выставлена в Эрмитаже.
Шапки всё чаще производили за пределами Монмута, и название стало нарицательным. Вариации шапок в других местностях называли трикотажными шапками, тэм-о-шентер и так далее.

## Описание

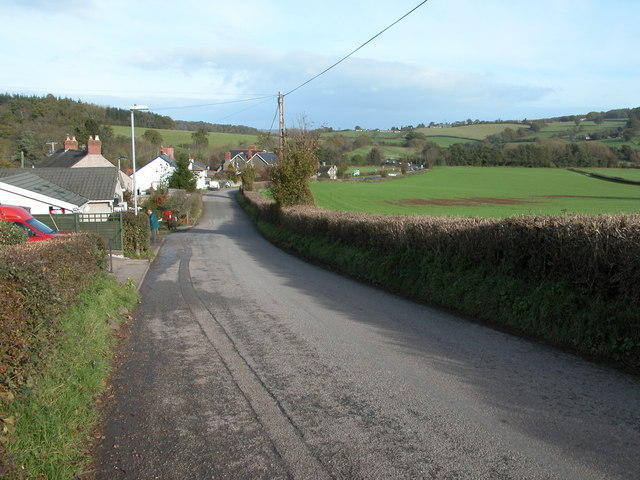
Местечко, названное в честь монмутской шапки

Были созданы тысячи шапок, но их относительно низкая стоимость и лёгкость, с которой может распуститься вязка, привели к тому, что сохранились немногие из них. Коричневая шапка, сохранившаяся в Монмутском музее — редкий пример, связанный из двух слоёв грубой шерсти. Края были созданы путём отворота и подшивания; купол шапки создан сокращением количества петель в каждом ряду, пока не осталось шесть стежков с кнопкой на макушке. Каждая шапка была немного защищена от воды валянием, что уменьшало её размер. Расстояние от центра к краю — около 150 мм.
Подобные шапки производятся сейчас любителями исторической реконструкции.

## Monmouth Cap Inn
Монмут Кап Инн (Monmouth Cap Inn) — постоялый двор, расположенный на главной дороге (A465) между Абергейвенни и Херефордом, в Ллангуа, у реки Монноу. Постоялый двор является собственностью деревни Кентчёрч и примыкает к разрушенному монастырю. Хотя гостиница была закрыта, название Монмут Кап по-прежнему используется для данной местности.